# 信都芳
信都芳，姓信都，名芳，字玉琳，河間郡人，南北朝时期数学家、历法家、工程师。
信都芳年轻时就精通算术，在州里乡间声名远扬。他常常废寝忘食地投入研究，专注之时，连雷声都听不到。北魏时期，他被安丰王元延明征召，成为其府上的宾客。当时，江南出身的历算家祖暅正在元延明家中，却未受到重视，信都芳便向元延明进言，劝其以礼相待。祖暅返回南朝梁时，将历算的各种方法传授给了信都芳。信都芳广泛阅览元延明家中收藏的书籍，摘录五经中关于算法的记述，编撰成《五经宗》。他还将古今音乐方面的内容整理成《乐书》。此外，他对浑天仪、欹器、地动仪、铜乌、漏刻、候风仪等器械的构造进行解说，并配上图画，著成《器准》。元延明逃往江南后，信都芳留在北魏，为自己的著作加注。后来，他隐居于并州乐平郡的东山。乐平郡太守慕容保乐征召他，信都芳不得已前去会面。慕容保乐的弟弟慕容绍宗将他推荐给高欢，于是信都芳成为高欢府上的宾客，被任命为中外府田曹参军。丞相仓曹的祖珽请求信都芳复原失传的律管吹灰法，信都芳在十几天内便发现，使用河内郡自然生长的芦苇薄膜烧成的灰来进行该方法效果极佳。然而，这一发现在当时未受重视，该方法再次失传。除此之外，信都芳还著有《遁甲经》《四术周髀宗》等作品。李业兴编制了《戊子历》，自诩比赵𢾺、何承天、祖冲之三家的历法更优越，信都芳便指出《戊子历》的五个缺点并加以批评。信都芳还打算私撰历法，将其命名为《灵宪历》，力求比何承天的《元嘉历》更为精密，可惜这部历法尚未完成，他便去世了。